# (16560) Детор
(16560) Детор (лат. Daitor) — типичный троянский астероид Юпитера, движущийся в точке Лагранжа L5, в 60° позади планеты. Астероид был открыт 2 ноября 1991 года бельгийским астрономом Эриком Эльстом в обсерватории Ла-Силья и назван в честь одного из защитников Трои.

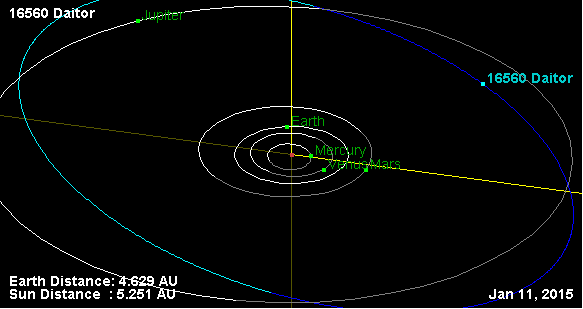
Орбита астероида Детор и его положение в Солнечной системе